# East Dunseith (Dakota del Norte)
East Dunseith es un lugar designado por el censo ubicado en el condado de Rolette en el estado estadounidense de Dakota del Norte. En el censo de 2010 tenía una población de 500 habitantes y una densidad poblacional de 37,09 personas por km².

## Geografía
East Dunseith se encuentra ubicado en las coordenadas 48°51′48″N 100°1′19″O / 48.86333, -100.02194. Según la Oficina del Censo de los Estados Unidos, East Dunseith tiene una superficie total de 13.48 km², de la cual 13.28 km² corresponden a tierra firme y (1.52%) 0.2 km² es agua.

## Demografía
Según el censo de 2010, había 500 personas residiendo en East Dunseith. La densidad de población era de 37,09 hab./km². De los 500 habitantes, East Dunseith estaba compuesto por el 1% blancos, el 0.2% eran afroamericanos, el 98.6% eran amerindios, el 0% eran asiáticos, el 0% eran isleños del Pacífico, el 0.2% eran de otras razas y el 0% pertenecían a dos o más razas. Del total de la población el 1.6% eran hispanos o latinos de cualquier raza.